# Liceo scientifico statale Armando Diaz
Il liceo scientifico statale Armando Diaz di Caserta, è un liceo scientifico nato dalla riforma Gentile del 1923 ed è il liceo più antico della provincia di Caserta.

## Storia
Il liceo nacque come "regio liceo scientifico di Caserta" con Regio Decreto nel 1923. (uno dei 37 licei scientifici istituiti dalla riforma Gentile) ed iniziò le lezioni il 1º ottobre dello stesso anno.
Fu dedicato alla memoria di Armando Diaz con Regio Decreto del 1930.